# Stand in Line
Stand in Line è il primo album in studio della band heavy metal statunitense Impellitteri, pubblicato il 22 giugno 1988 per la Relativity Records; nel 2009, venne pubblicata una versione rimasterizzata per la EMI Records, contenenti 4 bonus track. L'album ha raggiunto la posizione numero 91 della classifica Billboard 200 rimanendoci per 20 settimane.

## Tracce
1. Stand in Line – 4:34
2. Since You've Been Gone (cover dei Rainbow) – 3:58
3. Secret Lover – 3:26
4. Somewhere Over the Rainbow (strumentale) – 5:22
5. Tonight I Fly – 3:51
6. White and Perfect – 4:23
7. Leviathan – 3:51
8. Goodnight and Goodbye – 3:12
9. Playing with Fire (strumentale) – 2:38

### Tracce bonus versione rimasterizzata
1. Lost in the Rain – 2:57
2. Play with Fire – 3:20
3. Burning – 3:05
4. I'll Be Searching – 3:53

## Formazione
- Chris Impellitteri – chitarra
- Graham Bonnet – voce
- Phil Wolfe – tastiera
- Pat Torpey – batteria
- Chuck Wright – basso (eccetto la traccia 2)
- Randy Rand – basso (traccia 2)